# Edrioasteroïdeus
Els edrioasteroïdeus (Edrioasteroidea) són una classe d'equinoderms crinozous coneguts només pels seus fòssil; van viure des del Cambrià fins al Permià. Eren organismes incrustants que vivien sobre substrats inorgànics (com terra dura carbonatada) o biològics (com ara braquiòpodes).

## Característiques
El pla del cos per a aquesta classe era senzill: un cos principal (teca), compost per moltes plaques petites, amb una vora perifèrica per a la fixació i, en algunes espècies, una zona pedunculada per a l'extensió i la retracció.
La característica principal dels edrioasteroïdeus eren els cinc braços, o ambulacres, a la paret del cos que irradiava cap a fora des de la boca central. L'ambulacre podia ser corbat o recte; quan eren corbes, tots poden girar en la mateixa direcció o, si no, un o dos al costat dret es corbaven enfront dels altres. Els ambulacres estaven formats per plaques que formen la ranura alimentària i plaques de protecció que la cobrien. L'anus estava sota la regió de la boca i estava format per petites plaques triangulars que formaven una zona en forma de con.
Tot i que poden semblar estrelles de mar, els edrioasteroïdeus eren probablement organismes sèssils, probablement units al substrat per una curta tija calcària.

## Taxonomia
La classe Edrioasteroidea inclou quatre ordres:
- Ordre Camptostromatoidea †
- Ordre Edrioasterida Bell, 1976 †
- Ordre Isorophida Bell, 1976 †
- Ordre Stromatocystitida Bell, 1980 †
- Ordre Tulipacrinida †